# كانجي الأسماء الشخصية
كانجي الأسماء الشخصية أو جِنميِو-كانجي نسبةً للتسمية اليابانية (باليابانية: 人名用漢字، بالروماجي: Jinmeiyou Kanji) هي مجموعة من 863 حرف كانجي صيني الأصل والمسموح قانونًا بإستخدامها في أسماء الأشخاص في اليابان إلى جانب الموجودة في قائمة الإستخدام الشائع (جويو-كانجي)، تُشرف عليها الحكومة اليابانية ووزارة العدل.
في قرار وزاري عام 1945 تم حصر الحروف التي تستخدم في الاستعمال اليومي إلى 1,850 حرف عُرفت باسم كانجي الاستخدام العام (تويو-كانجي [الإنجليزية])، وكانت الحروف ضمن هذه القائمة فقط هي المعتمدة رسميًا في الأسماء الشخصية وتسجيل المواليد، على الرغم من أن القائمة لم تتضمن حروف كثيرة كانت شائعة الاستخدام في الأسماء قبلها، لكن في 25 مايو 1951 قررت الحكومة إختيار 90 حرف كانجي آخر يُقبل إستخدامها في الأسماء ووضعت ضمن قائمة سميت كانجي الأسماء الشخصية.
على مدى السنوات قامت وزارة العدل بزيادة عدد الحروف المقبولة ضمن خطة لمعالجة الطلبات التي تقدم بها الآباء، وفي 30 أبريل 2009 وصل مجموع الحروف في القائمة إلى 985 حرف، لكن تم تقليص هذا الرقم إلى 861 في أواخر عام 2010 بعد نقل 129 حرف من قائمة الأسماء إلى قائمة الاستخدام الشائع، وإعادة 5 أخرى بالعكس إلى قائمة الأسماء، ثم في عامي 2015 و2017 تمت إضافة حرفين آخرين ليصبح إجمالي الحروف 863.

## التسلسل الزمني للقائمة
فيما يلي الحروف التي تم إعتمادها في قائمة كانجي الأسماء الشخصية منذ عام 1951.

### 25 مايو 1951
الحروف الـ 92 الأولى التي تم إختيارها ضمن قائمة كانجي الأسماء الشخصية من غير تلك الموجودة في قائمة الاستخدام العام (تويو-كانجي):
丑 丞 乃 之 也 亘 亥 亦 亨 亮 伊 匡 卯 只 吾 呂 哉 嘉 圭 奈 宏 寅 巌 巳 庄 弘 弥 彦 悌 敦 昌 晃 晋 智 暢 朋 桂 桐 楠 橘 欣 欽 毅 浩 淳 熊 爾 猪 玲 琢 瑞 睦 磯 祐 禄 禎 稔 穣 綾 惣 聡 肇 胤 艶 蔦 藤 蘭 虎 蝶 輔 辰 郁 酉 錦 鎌 靖 須 馨 駒 鯉 鯛 鶴 鹿 麿 亀
تم نقل 7 منها إلى قائمة كانجي الاستخدام الشائع وهي: 仙 尚 杉 甚 磨 斉 龍
مع تبسيط شكل الحرف الأخير من (龍)(ملاحظة 1) إلى (竜) ذو معنى «تنين».

### 30 يوليو 1976
أصبح عدد الحروف الكلي 120 بعد إضافة 28 حرف كانجي جديد، وهذه الحروف هي:
佑 允 冴 喬 怜 旭 杏 梓 梢 梨 沙 渚 瑠 瞳 紗 紘 絢 翠 耶 芙 茜 藍 那 阿 隼 鮎 葵
لاحقًا نُقل أحدها وهو (悠) إلى قائمة جويو-كانجي.

### 1 أكتوبر 1981
بإعتماد قائمة (جويو-كانجي) رسميًا، تم حذف 8 حروف أخرى من القائمة لوجودها في قائمة جويو-كانجي، مع إضافة 54 حرف جديد إلى قائمة كانجي الأسماء ليصبح العدد الكلي 166 حرف، الحروف المضافة:
伍 伶 侑 尭 孟 峻 嵩 嶺 巴 彬 惇 惟 慧 斐 旦 昂 李 栗 楓 槙 汐 洵 洸 渥 瑛 瑶 璃 甫 皓 眸 矩 碧 笹 緋 翔 脩 苑 茉 莉 萌 萩 蓉 蕗 虹 諒 赳 迪 遥 遼 霞 頌 駿 鳩 鷹

### 1 مارس 1990
إرتفع العدد مجددًا إلى 284 بعد إدخال 118 حرف كانجي جديد إلى القائمة:
伎   伽   侃   倖   倭   偲   冶   凌   凜   凪   捺   於   旺   昴   晏   晟   晨   暉   曙   朔   凱   勁   叡   叶   唄   啄   奎   媛   嬉   宥   崚   嵐   嵯   巽   彗   彪   恕   憧   拳   捷   杜   柊   柚   柾   栞   梧   椋   椎   椰   椿   楊   榛   槻   樺   檀   毬   汀   汰   洲   湧   滉   漱   澪   熙   燎   燦   燿   爽   玖   琳   瑚   瑳   皐   眉   瞭   碩   秦   稀   稜   竣   笙   紬   絃   綜   綸   綺   耀   胡   舜   芹   茄   茅   莞   菖   菫   蒔   蒼   蓮   蕉   衿   袈   裟   詢   誼   諄   邑   醇   采   雛   鞠   颯   魁   鳳   鴻   鵬   麟   黎   黛

### 3 ديسمبر 1997
أصبح العدد 285 بعد إضافة حرف واحد وهو:
琉

### 23 فبراير 2004
أصبح العدد 286 بعد إضافة حرف واحد وهو:
曽

### 7 يونيو 2004
أصبح العدد 287 بعد إضافة حرف واحد وهو:
獅

### 11 يونيو 2004
لم تحصل أي إضافة جديدة إلى القائمة في هذا التاريخ، لكن تم تقديم خُطة إلى المجلس التشريعي لوزارة العدل تشمل السماح باستخدام 578 حرف جديد منها حروف عليها طلب كبير من قبل الأهالي لاستعمالها في تسمية أبنائهم، مثل:
- 苺 (يلفظ "ichigo"، ومعناه «فراولة»)
- 遙 (شكل قديم يلفظ "haruka"، ومعناه «بعيد»)
- 煌 (يلفظ "akira"، ومعناه «تلألؤ»)
- 牙 (يلفظ "kiba"، ومعناه «ناب»)

وحروف أخرى لا تستخدم في الأسماء لكنها شائعة ويمكن قراءتها وكتابتها بسهولة مثل:
- 糞 (يلفظ "kuso"، ومعناه «غائط»)
- 呪 (يلفظ "noroi"، ومعناه «لعنة»)
- 屍 (يلفظ "shikabane"، ومعناه «جثة»)
- 癌 (يلفظ "gan"، ومعناه «سرطان»)

في المجلس نفسه، تقرر فتح باب الإقتراحات والتصويت على الحروف التي يتم قبولها والتي يتم استبعادها من القائمة عبر موقع وزارة العدل حتى يوم 9 يوليو 2004.

### 12 يوليو 2004
تمت إضافة 3 حروف ليصبح الإجمالي 290:
毘   瀧   駕

### 23 يوليو 2004
لم يتم إضافة أي حرف، لكن بعد إحتجاجات حادة قرر المجلس سحب 9 حروف من الـ 489 التي تم تقديمها للمناقشة، والحروف التسعة المسحوبة هي:
- 糞 (يلفظ "kuso"، ومعناه «غائط»)
- 呪 (يلفظ "noroi"، ومعناه «لعنة»)
- 屍 (يلفظ "shikabane"، ومعناه «جثة»)
- 癌 (يلفظ "gan"، ومعناه «سرطان»)
- 姦 (يلفظ "kansuru"، ومعناه «إغتصاب، إغواء»)
- 淫 (يلفظ "midara"، ومعناه «فاحش»)
- 怨 (يلفظ "urami"، ومعناه «حقد»)
- 痔 (يلفظ "ji"، ومعناه «بواسير»)
- 妾 (يلفظ "mekake"، ومعناه «محظية»)

بينما بقيت الحروف المتبقية الـ 480 قيد المناقشة لإدراجها، مع إدخال حرف إضافي لها وهو:
- 掬 (يلفظ "kiku"، ومعناه «غرف الماء باليد»)

### 27 سبتمبر 2004
تمت الموافقة على إضافة 484 حرف مع صيغ مختلفة لـ 209 حرف من قائمة (جويو-كانجي) إلى القائمة ليصعد إجمالي حروف كانجي الأسماء الشخصية إلى 983 حرف.

### 30 أبريل 2009
تمت إضافة حرفين آخرين إلى القائمة وأصبح المجموع 985، وهما:
祷   穹

### 30 نوفمبر 2010
في هذا التاريخ قامت الحكومة اليابانية بإضافة 196 حرف كانجي جديد إلى قائمة كانجي الاستخدام الشائع، 129 حرف تقاطع مع الموجود ضمن قائمة الأسماء الشخصية منها 11 لا تزال مستخدمة فعلًا في أسماء المقاطعات اليابانية والدول المجاورة، وهي:
- 茨 (يلفظ "ibara" كما في اسم 茨城県، محافظة إيباراكي)
- 媛 (يلفظ "hime" كما في اسم 愛媛県، محافظة إهيمه)
- 岡 (يلفظ "oka" كما في اسم 静岡県، محافظة شيزوكا)
- 韓 (يلفظ "kan" كما في اسم 韓国، كوريا الجنوبية)
- 熊 (يلفظ "kuma" كما في اسم 熊本県، محافظة كوماموتو)
- 埼 (يلفظ "sai" كما في اسم 埼玉県، محافظة سايتاما)
- 栃 (يلفظ "tochi" كما في اسم 栃木県، محافظة توتشيغي)
- 奈 (يلفظ "na" كما في اسم 奈良県، محافظة نارا)
- 梨 (يلفظ "nashi" كما في اسم 山梨県، محافظة ياماناشي)
- 阪 (يلفظ "saka" كما في اسم 大阪، مدينة أوساكا)
- 阜 (يلفظ "fu" كما في اسم 岐阜県، محافظة غيفو)

في الوقت نفسه، تم حذف 5 حروف من قائمة جويو-كانجي وتحويلها إلى قائمة الأسماء الشخصية، ما جعل إجمالي عدد الحروف في قائمة الأسماء 861 حرف، الحروف الخمسة المضافة:
- 勺 (يلفظ "shaku"، وحدة قياس قديمة تمثل حجم مساوي لـ 18 مل، أو مساحة 0.033 متر2)
- 錘 (يلفظ "sui" أو "tsumu"، مِغزل أو ثقل)
- 銑 (يلفظ "sen"، حديد الصب)
- 脹 (يلفظ «chō أو fuku-reru»، «بروز أو إنتفاخ»؛ عادة ما يستخدم مركب مع حرف آخر 膨脹، عادة ما يسبدل بالحرف 張)
- 匁 (يلفظ "momme"، وحدة لقياس الوزن تساوي تقريبًا 3.75 غم)

### 7 يناير 2015
إرتفع العدد إلى 862 بعد إدخال حرف واحد وهو:
巫

### 25 سبتمبر 2017
ثم أصبح العدد 863 بعد إدخال حرف واحد وهو:
渾

## قائمة كانجي الأسماء الشخصية
عادة ما يتم تقسيم القائمة إلى قسمين:
- حروف ليست ضمن قائمة كانجي الاستخدام الشائع وعددها 633 حرف، و18 لها صيغ مختلفة أي بمجموع 651.
- الحروف ذات الاشكال القديمة (كيوجيتاي) المختلفة عن الرسم الحديث للحرف المعتمد في قائمة كانجي الاستخدام الشائع وعددها 212.

### كانجي الأسماء الغير موجوة ضمن جويو-كانجي
الحروف التي بين قوسين تمثل هيئة مختلفة عن الحرف السابق لها:
丑   丞   乃   之   乎   也   云   亘  (亙)   些   亦   亥   亨   亮   仔   伊   伍   伽   佃   佑   伶   侃   侑   俄   俠   俣   俐   倭   俱   倦   倖   偲   傭   儲   允   兎   兜   其   冴   凌   凜   (凛)   凧   凪   凰   凱   函   劉   劫   勁   勺   勿   匁   匡   廿   卜   卯   卿   厨   厩   叉   叡   叢   叶   只   吾   吞   吻   哉   哨   啄   哩   喬   喧   喰   喋   嘩   嘉   嘗   噌   噂   圃   圭   坐   尭   (堯)   坦   埴   堰   堺   堵   塙   壕   壬   夷   奄   奎   套   娃   姪   姥   娩   嬉   孟   宏   宋   宕   宥   寅   寓   寵   尖   尤   屑   峨   峻   崚   嵯   嵩   嶺   巌   (巖)   巫   已   巳   巴   巷   巽   帖   幌   幡   庄   庇   庚   庵   廟   廻   弘   弛   彗   彦   彪   彬   徠   忽   怜   恢   恰   恕   悌   惟   惚   悉   惇   惹   惺   惣   慧   憐   戊   或   戟   托   按   挺   挽   掬   捲   捷   捺   捧   掠   揃   摑   摺   撒   撰   撞   播   撫   擢   孜   敦   斐   斡   斧   斯   於   旭   昂   昊   昏   昌   昴   晏   晃   (晄)   晒   晋   晟   晦   晨   智   暉   暢   曙   曝   曳   朋   朔   杏   杖   杜   李   杭   杵   杷   枇   柑   柴   柘   柊   柏   柾   柚   桧   (檜)   栞   桔   桂   栖   桐   栗   梧   梓   梢   梛   梯   桶   梶   椛   梁   棲   椋   椀   楯   楚   楕   椿   楠   楓   椰   楢   楊   榎   樺   榊   榛   槙   (槇)   槍   槌   樫   槻   樟   樋   橘   樽   橙   檎   檀   櫂   櫛   櫓   欣   欽   歎   此   殆   毅   毘   毬   汀   汝   汐   汲   沌   沓   沫   洸   洲   洵   洛   浩   浬   淵   淳   渚   (渚)   淀   淋   渥   渾   湘   湊   湛   溢   滉   溜   漱   漕   漣   澪   濡   瀕   灘   灸   灼   烏   焰   焚   煌   煤   煉   熙   燕   燎   燦   燭   燿   爾   牒   牟   牡   牽   犀   狼   猪   (猪︀)   獅   玖   珂   珈   珊   珀   玲   琢   (琢︀)   琉   瑛   琥   琶   琵   琳   瑚   瑞   瑶   瑳   瓜   瓢   甥   甫   畠   畢   疋   疏   皐   皓   眸   瞥   矩   砦   砥   砧   硯   碓   碗   碩   碧   磐   磯   祇   祢   (禰) 祐   (祐︀) 祷  (禱) 禄   (祿) 禎   (禎︀)   禽   禾    秦   秤   稀   稔   稟   稜   穣   (穰)   穹   穿   窄   窪   窺   竣   竪   竺   竿   笈   笹   笙   笠   筈   筑   箕   箔   篇   篠   簞   簾   籾   粥   粟   糊   紘   紗   紐   絃   紬   絆   絢   綺   綜   綴   緋   綾   綸   縞   徽   繫   繡   纂   纏   羚   翔   翠   耀   而   耶   耽   聡   肇   肋   肴   胤   胡   脩   腔   脹   膏   臥   舜   舵   芥   芹   芭   芙   芦   苑   茄   苔   苺   茅   茉   茸   茜   莞   荻   莫   莉   菅   菫   菖   萄   菩   萌   (萠)   萊   菱   葦   葵   萱   葺   萩   董   葡   蓑   蒔   蒐   蒼   蒲   蒙   蓉   蓮   蔭   蔣   蔦   蓬   蔓   蕎   蕨   蕉   蕃   蕪   薙   蕾   蕗   藁   薩   蘇   蘭   蝦   蝶   螺   蟬   蟹   蠟   衿   袈   袴   裡   裟   裳   襖   訊   訣   註   詢   詫   誼   諏   諄   諒   謂   諺   讃   豹   貰   賑   赳   跨   蹄   蹟   輔   輯   輿   轟   辰   辻   迂   迄   辿   迪   迦   這   逞   逗   逢   遥   (遙)   遁   遼   邑   祁   郁   鄭   酉   醇   醐   醍   醬   釉   釘   釧   銑   鋒   鋸   錘   錐   錆   錫   鍬   鎧   閃   閏   閤   阿   陀   隈   隼   雀   雁   雛   雫   霞   靖   鞄   鞍   鞘   鞠   鞭   頁   頌   頗   顚   颯   饗   馨   馴   馳   駕   駿   驍   魁   魯   鮎   鯉   鯛   鰯   鱒   鱗   鳩   鳶   鳳   鴨   鴻   鵜   鵬   鷗   鷲   鷺   鷹   麒   麟   麿   黎   黛   鼎
الحروف الـ 18 المختلفة الهيئة مع الحرف الأصلي بين قوسين:
亙(亘) 凛(凜) 堯(尭) 巖(巌) 晄(晃) 檜(桧) 槇(槙) 渚(渚) 猪︀(猪) 琢︀(琢) 禰(祢) 祐︀(祐) 禱(祷) 祿(禄) 禎︀(禎) 穰(穣) 萠(萌) 遙(遥)

### الأشكال التقليدية لحروف ضمن الجويو-كانجي

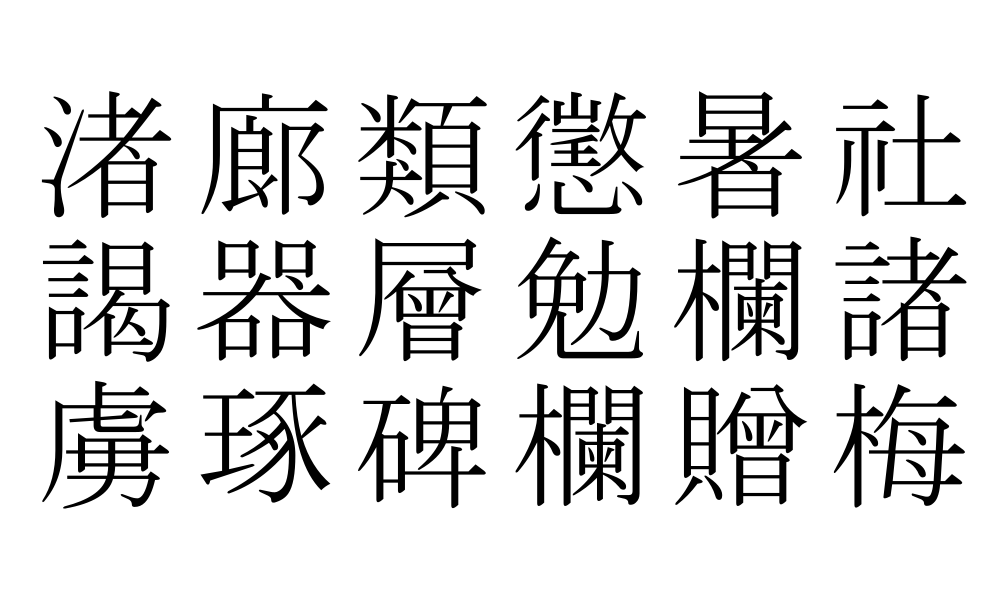
الشكل القديم لعدد من حروف كانجي الاسماء الشخصية التي لا تظهر بوضوح في القائمة.

ما بين القوسين هو الحرف بشكله الحديث (شينجيتاي [الإنجليزية])(ملاحظة 2) المعتمد في قائمة كانجي الاستخدام الشائع:
亞(亜) 惡(悪) 爲(為) 逸︁(逸) 榮(栄) 衞(衛) 謁︀(謁) 圓(円) 緣(縁) 薗(園) 應(応) 櫻(桜) 奧(奥) 橫(横) 溫(温) 價(価) 禍︀(禍) 悔︀(悔) 海︀(海) 壞(壊) 懷(懐) 樂(楽) 渴(渇) 卷(巻) 陷(陥) 寬(寛) 漢︀(漢) 氣(気) 祈︀(祈) 器︀(器) 僞(偽) 戲(戯) 虛(虚) 峽(峡) 狹(狭) 響︀(響) 曉(暁) 勤︀(勤) 謹︀(謹) 駈(駆) 勳(勲) 薰(薫) 惠(恵) 揭(掲) 鷄(鶏) 藝(芸) 擊(撃) 縣(県) 儉(倹) 劍(剣) 險(険) 圈(圏) 檢(検) 顯(顕) 驗(験) 嚴(厳) 廣(広) 恆(恒) 黃(黄) 國(国) 黑(黒) 穀︀(穀) 碎(砕) 雜(雑) 祉︀(祉) 視︀(視) 兒(児) 濕(湿) 實(実) 社(社) 者︀(者) 煮︀(煮) 壽(寿) 收(収) 臭︀(臭) 從(従) 澁(渋) 獸(獣) 縱(縦) 祝︀(祝) 暑︀(暑) 署︀(署) 緖(緒) 諸︀(諸) 敍(叙) 將(将) 祥︀(祥) 涉(渉) 燒(焼) 奬(奨) 條(条) 狀(状) 乘(乗) 淨(浄) 剩(剰) 疊(畳) 孃(嬢) 讓(譲) 釀(醸) 神︀(神) 眞(真) 寢(寝) 愼(慎) 盡(尽) 粹(粋) 醉(酔) 穗(穂) 瀨(瀬) 齊(斉) 靜(静) 攝(摂) 節︀(節) 專(専) 戰(戦) 纖(繊) 禪(禅) 祖︀(祖) 壯(壮) 爭(争) 莊(荘) 搜(捜) 巢(巣) 曾(曽) 裝(装) 僧︀(僧) 層︀(層) 瘦(痩) 騷(騒) 增(増) 憎︀(憎) 藏(蔵) 贈︀(贈) 臟(臓) 卽(即) 帶(帯) 滯(滞) 瀧(滝) 單(単) 嘆︀(嘆) 團(団) 彈(弾) 晝(昼) 鑄(鋳) 著︀(著) 廳(庁) 徵(徴) 聽(聴) 懲︀(懲) 鎭(鎮) 轉(転) 傳(伝) 都︀(都) 嶋(島) 燈(灯) 盜(盗) 稻(稲) 德(徳) 突︀(突) 難︀(難) 拜(拝) 盃(杯) 賣(売) 梅︀(梅) 髮(髪) 拔(抜) 繁︀(繁) 晚(晩) 卑︀(卑) 祕(秘) 碑︀(碑) 賓︀(賓) 敏︀(敏) 冨(富) 侮︀(侮) 福︀(福) 拂(払) 佛(仏) 勉︀(勉) 步(歩) 峯(峰) 墨︀(墨) 飜(翻) 每(毎) 萬(万) 默(黙) 埜(野) 彌(弥) 藥(薬) 與(与) 搖(揺) 樣(様) 謠(謡) 來(来) 賴(頼) 覽(覧) 欄︀(欄) 龍(竜) 虜︀(虜) 凉(涼) 綠(緑) 淚(涙) 壘(塁) 類︀(類) 禮(礼) 曆(暦) 歷(歴) 練︁(練) 鍊(錬) 郞(郎) 朗︀(朗) 廊︀(廊) 錄(録)

### الاستخدام الفعلي في الأسماء
يختلف معدل استخدام الحروف في الأسماء اليابانية كثيرًا، مثلا الحرف 之 موجود في أكثر من 6000 اسم، و53 حرف آخر من القائمة شائعة بشكل كبير بمعدل 500 اسم لكل منها.

## هامش
- ملاحظة 1: لاحظ أن هذا الشكل 龍 هو أقرب للشكل القديم المعتمد رسميًا والذي لا يمكن كتابته بالخطوط الحاسوبية المتوفرة، الفرق بينها وبين الهيئة الرسمية هو جرة القلم الأولى أعلى اليسار تكون بشكل خط أفقي وليس عمودي.[5][6]
- ملاحظة 2: يمكن ملاحظة تكرار بعض الحروف نفسها خارج وداخل الأقواس وهذا لكون الهيئة القديمة لها نادرة الاستخدام لذا فهي غير مدعومة في الخطوط الحاسوبية المستخدمة حاليًا.

## طالع أيضًا
- اللغة اليابانية
- اللغة اليابانية القديمة
- اللغة اليابانية وعلاقتها بالصينية
- كانجي
- هيراغانا
- كاتاكانا
- كانجي الاستخدام الشائع
- قائمة حروف كانجي الاستخدام الشائع
- اسم ياباني

## روابط خارجية
- قائمة كانجي الاستخدام الشائع، الوكالة اليابانية للشؤون الثقافية.
- قائمة كانجي الأسماء الشخصية، وزارة العدل اليابانية.